# Esslingeriana
Esslingeriana is een monotypisch geslacht van korstmossen behorend tot de familie Parmeliaceae. Het bevat alleen de soort Sphaerophoropsis stereocauloides.